# Liste des chefs francs
Avant l'unification de la Gaule entreprise par Clovis et ses fils, il existait plusieurs royaumes francs et les écrits romains ont livré le nom de plusieurs chefs et rois francs au cours des âges. Une littérature peu rationnelle a multiplié les surenchères de princes francs et de généalogies douteuses. Le présent article a pour but de faire le point sur la connaissance des chefs francs antérieurs à Clovis.

## Les origines des Francs

### Légendes
Rappelons pour l'écarter définitivement la légende de l'origine troyenne des Francs. Elle semble en réalité être issue d'une confusion. Au Ve siècle, il existait un royaume franc à Xanten, Cette ville tient son nom d’Ad Sanctus en mémoire du martyre de Saint Victor et de 300 légionnaires qui s'étaient fait baptiser. Elle avait été fondée au IIe siècle par Trajan qui l'avait nommée Colonia Ulpia Traiana. Au Ve siècle, les auteurs ne la nommaient plus que par Troiana ou Troia. Il est probable qu'au VIIe siècle, un scribe carolingien, examinant des documents relatifs au royaume franc de Troia, et ne connaissant plus ce toponyme dans la vallée du Rhin, ait identifié la capitale franque Troia à la ville décrite par Homère.

### Hypothèses

Les peuples francs au IIIe siècle.
En jaune, l'Empire romain ; en vert les peuples francs.

Les Francs sont une ligue à caractère militaire entre plusieurs peuples qui s'est formée au milieu du IIIe siècle en réponse à la formation de la ligue des Alamans. Elle comprenait d'abord les Chamaves, les Chattuaires, les Bructères, les Ampsivariens et les Saliens. Plus tard, d'autre peuples rejoignent la ligue : les Usipètes, les Tenctères et les Tubantes,,,. Quelques peuples installés dans la Gaule Belgique rejoignent les Francs au cours du Ve siècle : les Tongres et les Ubiens. Godefroid Kurth, Jean Pierre Poly et Christian Settipani ajoutent à cette liste les Chauques, mais cet avis n'est pas partagé par tous les historiens. Quant aux Sicambres, c'est un peuple du Ier siècle dont les descendants semblent s'être par la suite fondus dans les peuples qui constituèrent la ligue franque.
Il semble que le terme de Francs saliens désigne un ensemble de peuples francs, localisés vers l'embouchure du Rhin, tandis que les peuples francs situés en amont sont qualifiés de Francs rhénans ou plus tardivement (VIIe siècle) de Francs ripuaires,.

## Liste des chefs francs
Faute d'une documentation germanique écrite, les différents chefs francs des IIIe au Ve siècle ne sont connus que par les textes latins. Comme les Romains n'ont commencé à parler des Francs uniquement quand ces derniers entrèrent en relation avec l'Empire romain, la connaissance à leur sujet ne peut être que fragmentaire. De plus les auteurs romains ne parlent que de Francs et ne font que rarement la distinction entre les peuples qui composent cette ligue, ou plus tard avec la localisation des différents rois ou chefs. À partir du IVe siècle, de nombreux officiers issus de l'aristocratie franque se mettent au service de Rome.
| Nom                                         | Titre ou fonction                                                     | Date                    | Commentaires et référence |
| ------------------------------------------- | --------------------------------------------------------------------- | ----------------------- | --- |
| Marcomir de Toxandrie                       | roi franc                                                             | v. 220-260              | Son nom est inscrit dans le début de l'histoire des Francs saliens et de la Toxandrie, région située entre l'Escaut et la Meuse, dans le Brabant dit Hollandais. |
| Gennobaud                                   | roi franc sur les rives de l'Océan, probablement chamave ou bructère. | v. 281-289              | Il soutient la révolte de Carausius, lequel se proclame empereur en Bretagne et installe les Francs dans le nord de la Gaule belgique. En 287, l'empereur Maximien, pour éviter de laisser cette tête de pont l'usurpateur soumet les Francs et obtient l'allégeance de Gennobaud à qui il laisse la rive gauche du Rhin et le pays de l'Escaut, sous forme de fœdus. Constance Chlore, successeur de Maximien, soumet à nouveau les Francs, qui avaient tenté de se révolter, avant d'attaquer et vaincre Carausius en Bretagne,. |
| Ascaric                                     | rois probablement bructères                                           | v. fin IIIe siècle -307 | En 306, ils envahissent la Gaule, mais sont vaincus et capturés par Constantin, qui les fait jeter aux fauves à Trèves,. |
| Mérogaise (ou Ragaise)                      | rois probablement bructères                                           | v. fin IIIe siècle -307 | En 306, ils envahissent la Gaule, mais sont vaincus et capturés par Constantin, qui les fait jeter aux fauves à Trèves,. |
| Bonitus                                     | chef franc transrhénan maître de la milice                            | 324                     | Soldat franc qui rendit plusieurs services à Constantin le Grand contre Licinius,. |
| Silvanus (Claudius Silvanus)                | général pour Rome                                                     | v. 350-355              | Silvanus, fils de Bonitus, soutient l'empereur Constance II contre Magnence et assure la victoire de Constance (353). Mais il est accusé de trahison par une faction de la cour. Deux officiers francs, Malaric et Mallobaud, prennent sa défense, l'un se propose de venir chercher Silvanus pour l'innocenter, tandis que l'autre reste à Rome en otage. mais ce Silvanus, affolé par l'accusation, se proclame empereur et est tué peu après, en 355,.                                                                          |
| Malaric                                     | officier pour Rome                                                    | v. 350-355              | Silvanus, fils de Bonitus, soutient l'empereur Constance II contre Magnence et assure la victoire de Constance (353). Mais il est accusé de trahison par une faction de la cour. Deux officiers francs, Malaric et Mallobaud, prennent sa défense, l'un se propose de venir chercher Silvanus pour l'innocenter, tandis que l'autre reste à Rome en otage. mais ce Silvanus, affolé par l'accusation, se proclame empereur et est tué peu après, en 355,.                                                                          |
| Mallobaud                                   | tribun des scholes                                                    | v. 350-355              | Silvanus, fils de Bonitus, soutient l'empereur Constance II contre Magnence et assure la victoire de Constance (353). Mais il est accusé de trahison par une faction de la cour. Deux officiers francs, Malaric et Mallobaud, prennent sa défense, l'un se propose de venir chercher Silvanus pour l'innocenter, tandis que l'autre reste à Rome en otage. mais ce Silvanus, affolé par l'accusation, se proclame empereur et est tué peu après, en 355,.                                                                          |
| Charietto                                   | chef salien                                                           | v. 358                  | Charietto, chef salien allié aux Romains, attaque pour leur compte en 358 les Chamaves, autre peuplade franque, vainc leur roi et capture son fils Nebigast,. |
| Nebigast                                    | prince chamave                                                        | v. 358                  | Charietto, chef salien allié aux Romains, attaque pour leur compte en 358 les Chamaves, autre peuplade franque, vainc leur roi et capture son fils Nebigast,. |
| Mérobaud (Flavius Merobaudes)               | général pour Rome                                                     | v. 363-383              | fidèle de l'empereur Julien, puis de Valentinien Ier, partisan à sa mort de Valentinien II contre son frère Gratien, consul en 377 et en 383, mort la même année et enterré à Trêves,. |
| Teutomer                                    | officier pour Rome                                                    | v. 363                  | officier de l'empereur Julien |
| Mallobaud                                   | comte des domestiques roi des Francs                                  | v. 378                  | comte des domestiques, il combat les Saxons en 373 pour l'empereur Valentinien Ier, se rallie à Gratien en 375 à la mort de Valentinien et combat les Alamans alliés à Valentinien II En 378, il est qualifié de roi des Francs,. |
| Richomer (Flavius Richomeres)               | comte des domestiques maître de la milice                             | v. 377-393              | peut-être fils de Teutomer. Comte des domestiques, maître de la milice, consul en 384, mort en 393,. |
| Bauto (Flavius Bauto)                       | général pour Rome                                                     | 385                     | maître de la milice et consul en 385,, d'origine rhénane, selon Setipanni, qui suggère que ce nom de Bauto est un diminutif de Baldéric ou Baudogast. |
| Arbogast                                    | général pour Rome                                                     | 385-394                 | fils de Bauto et neveu de Richomer. Maître de la milice en 385, il repousse en 393 l'invasion des trois chefs francs rhénans Genobaud, Marcomir et Sunon, mais il est battu par Théodose Ier en 394 et se donne la mort. Sa fille Eudoxia Aelia épouse en 395 l'empereur Arcadius,. |
| Gennobaud                                   | ducs ou rois des Francs rhénans                                       | v. 388-400              | Ils envahissent la région de Cologne en 388, mais sont battus par Arbogast en 393. Marcomir est exilé en Etrurie et Sunnon assassiné en 400,. |
| Marcomir                                    | ducs ou rois des Francs rhénans                                       | v. 388-400              | Ils envahissent la région de Cologne en 388, mais sont battus par Arbogast en 393. Marcomir est exilé en Etrurie et Sunnon assassiné en 400,. |
| Sunnon                                      | ducs ou rois des Francs rhénans                                       | v. 388-400              | Ils envahissent la région de Cologne en 388, mais sont battus par Arbogast en 393. Marcomir est exilé en Etrurie et Sunnon assassiné en 400,. |
| Edobich ou Edobinc                          | chef franc peut-être officier pour Rome                               | 407-410                 | Il soutint l'usurpation de l'empereur Constantin III, mais défait en 410 par Constance,. |
| Théodomir                                   | roi des Francs                                                        | v. 421-428              | Cité par Grégoire de Tours, fils de Richomer et d'Ascyla, égorgée avec sa mère par les Romains à une date qui varie selon les auteurs : 421, ou 428. Ni Godefroid Kurth ni Michel Rouche ne donne de date,. |
| Pharamond ou Faramond (?)                   | roi des Francs                                                        | début Ve siècle         | Contrairement aux précédents chefs francs n'est pas mentionné par des sources contemporaines, mais par le Liber Historiae Francorum, écrit en 724, qui le dit fils de Marcomer et père de Chlodion. C'est à cause de ce texte tardif que son historicité et ses parentés sont remises en cause par les historiens, bien que son nom soit ensuite porté dans l'aristocratie franque par la suite,. |
| Childebert                                  | roi francs à Trèves                                                   | début Ve siècle         | Autre roi mentionné bien après son époque, par le stemma Aridii, généalogie datant du XIIe siècle, le présentant comme un roi franc à Trêves au début du Ve siècle, marié à une Machilde et père de Waldeca, elle-même mère d'Astidius, évêque de Limoges mort en 474,. |
| Clodion le Chevelu                          | roi des Francs Saliens                                                | v. 428-v. 451           | Il entreprend la conquête de Tournai et de Cambrai. Il est battu par Aetius, toutefois ce dernier lui accorde un fœdus en Belgique Seconde. Lui succède son fils Mérovée,. |
| Mérovée                                     | roi des Francs Saliens à Tournai                                      | v. 451-486              | Mérovée et son fils Childéric Ier, roi des Francs Saliens à Tournai, succèdent à Clodion le Chevelu. Childéric Ier est le père de Clovis Ier,. |
| Childéric 1er, père de Clovis 1er (482-511) | roi des Francs Saliens à Tournai                                      | v. 451-486              | Mérovée et son fils Childéric Ier, roi des Francs Saliens à Tournai, succèdent à Clodion le Chevelu. Childéric Ier est le père de Clovis Ier,. |
| Sigismer                                    | prince franc rhénan                                                   | v. 469                  | Prince franc rhénan, dont la venue en 469 à Lyon, dans le royaume burgonde, pour se marier, est décrite dans une lettre de Sidoine Apollinaire,. |
| Arbogast                                    | comte romain de Trèves                                                | 471-480                 | fils d'Arigius, descendant du général Arbogast. Comte de Trêves cité en 471 et correspondant de Sidoine Apollinaire. Il est peut-être identique à Arbogast, évêque de Chartres à partir de 480,. |
| Ragnacaire                                  | roi salien à Cambrai                                                  | v. 491 ou 510           | (anti-)rois saliens, frères, parents de Clovis Ier et éliminés par ce dernier,. |
| Rignomer                                    | roi salien (au Mans ?)                                                | v. 491 ou 510           | (anti-)rois saliens, frères, parents de Clovis Ier et éliminés par ce dernier,. |
| Richer                                      | roi salien                                                            | v. 491 ou 510           | (anti-)rois saliens, frères, parents de Clovis Ier et éliminés par ce dernier,. |
| Cararic                                     | roi franc probablement salien                                         | v. 491 ou 510           | (anti-)roi salien (de Tongres, selon Godefroid Kurth), parents de Clovis Ier et éliminé par ce dernier,. |
| Sigebert le Boiteux                         | rois des Francs rhénans à Cologne                                     | v. 496-508              | Sigebert le Boiteux et son fils Clodéric sont des (anti-)rois des Francs rhénans à Cologne et parents de Clovis,, éliminés par ce dernier. |
| Clodéric                                    | rois des Francs rhénans à Cologne                                     | v. 496-508              | Sigebert le Boiteux et son fils Clodéric sont des (anti-)rois des Francs rhénans à Cologne et parents de Clovis,, éliminés par ce dernier. |

## Reconstitution généalogique
Le caractère ponctuel des sources romaines du IVe siècle ne permet pas de dresser de généalogie pour le IVe siècle, car les auteurs romains ne mentionnent que les rois et chefs francs qui envahissent l'empire, sans mentionner les parentés de ces derniers, parenté qu'ils devaient ignorer. L'onomastique permet de proposer quelques liens, mais qui restent fragmentaires et hypothétiques. Ainsi :
- le roi Gennobaud de 289 est probablement un ancêtre du duc Gennobaud de 388, mais probablement en lignée féminine, car le premier vivait au bord de l'océan tandis que le second est un transrhénan : ils ne sont probablement pas issus du même peuple.
- la racine baud (= audacieux) se retrouve dans Gennobaud, Mallobaud, Mérobaud, Baudo et Clodebaud et indique une possible parenté.
- de même pour la racine mer ou mir (= éminent) qui se retrouve dans Merogaise, Mérobaud, Teutomer, Richomer, Theodomir, Marcomir, Mérovée et Clodomir.
- Par contre, la racine ric (= puissant), présente dans Ascaric, Malaric, Richomer, Childéric et Cararic est trop fréquente chez les peuples autres germains pour être d'une quelconque utilité.
- Il y a une parenté probable entre Malaric et Mallobaud, les deux défenseurs de Claudius Silvanus.
- Une parenté est possible entre Nebigast et Arbogast.
- Sachant que Marcomer et Sunnon sont attestés comme étant frères, des auteurs ont considéré que Gennebaud, qui participe à l'invasion de 388, est un troisième frère, mais rien n'est moins sûr.
- Enfin, Ascaric est peut-être un ancêtre d'Ascyla, la femme de Richomer[35].

À la fin du IVe siècle et au Ve siècle, les francs accèdent à des fonctions importantes dans l'armée romaine, y introduisent leur parentèle, ce qui a permis aux auteurs romains de consigner quelques parentés entre les chefs francs. Leur travail permet de dresser ce tableau généalogique.
Les rois et chefs francs au cours du Ve siècle et leur parenté
|                               |                               |                               |                               | N roi chamave                  | N roi chamave                  | N roi chamave                  | N roi chamave                  | N roi chamave                  | N roi chamave                  |                            |                            |                            |                            |  |  |                          |                          |                          |                          |                          |                          |  |  |                               |                               | Teutomer général franc        | Teutomer général franc        | Teutomer général franc        | Teutomer général franc        | Teutomer général franc        | Teutomer général franc        |                                |                                |                                |                                |                                |                                |                               |                               |                                   |                                   |                                   |                                   |                                   |                                   |                             |                             |                                        |                                        |                                        |                                        |                                        |                                        |                                  |                                  |                                  |                                  |                            |                            |                            |                            |                            |                            |                                   |                                   |                                   |                                   |                                   |                                   |  |  |  |  |  |  |  |  |  |  |  |  |  |  |  |  |  |  |  |  |  |  |  |  |  |  |  |  |  |  |  |  |  |  |  |  |  |  |  |  |  |  |  |  |
|                               |                               |                               |                               | N roi chamave                  | N roi chamave                  | N roi chamave                  | N roi chamave                  | N roi chamave                  | N roi chamave                  |                            |                            |                            |                            |  |  |                          |                          |                          |                          |                          |                          |  |  |                               |                               | Teutomer général franc        | Teutomer général franc        | Teutomer général franc        | Teutomer général franc        | Teutomer général franc        | Teutomer général franc        |                                |                                |                                |                                |                                |                                |                               |                               |                                   |                                   |                                   |                                   |                                   |                                   |                             |                             |                                        |                                        |                                        |                                        |                                        |                                        |                                  |                                  |                                  |                                  |                            |                            |                            |                            |                            |                            |                                   |                                   |                                   |                                   |                                   |                                   |  |  |  |  |  |  |  |  |  |  |  |  |  |  |  |  |  |  |  |  |  |  |  |  |  |  |  |  |  |  |  |  |  |  |  |  |  |  |  |  |  |  |  |  |
|                               |                               |                               |                               |                                |                                |                                |                                |                                |                                |                            |                            |                            |                            |  |  |                          |                          |                          |                          |                          |                          |  |  |                               |                               |                               |                               |                               |                               |                               |                               |                                |                                |                                |                                |                                |                                |                               |                               |                                   |                                   |                                   |                                   |                                   |                                   |                             |                             |                                        |                                        |                                        |                                        |                                        |                                        |                                  |                                  |                                  |                                  |                            |                            |                            |                            |                            |                            |                                   |                                   |                                   |                                   |                                   |                                   |  |  |  |  |  |  |  |  |  |  |  |  |  |  |  |  |  |  |  |  |  |  |  |  |  |  |  |  |  |  |  |  |  |  |  |  |  |  |  |  |  |  |  |  |
| Nebigast prince chamave (358) | Nebigast prince chamave (358) | Nebigast prince chamave (358) | Nebigast prince chamave (358) | Nebigast prince chamave (358)  | Nebigast prince chamave (358)  |                                |                                | Baudo consul (385) († 388)     | Baudo consul (385) († 388)     | Baudo consul (385) († 388) | Baudo consul (385) († 388) | Baudo consul (385) († 388) | Baudo consul (385) († 388) |  |  | Ne                       | Ne                       | Ne                       | Ne                       | Ne                       | Ne                       |  |  |                               |                               |                               |                               |                               |                               |                               |                               |                                |                                |                                |                                |                                |                                | Richomer consul (384) († 393) | Richomer consul (384) († 393) | Richomer consul (384) († 393)     | Richomer consul (384) († 393)     | Richomer consul (384) († 393)     | Richomer consul (384) († 393)     |                                   |                                   | Ascyla                      | Ascyla                      | Ascyla                                 | Ascyla                                 | Ascyla                                 | Ascyla                                 |                                        |                                        |                                  |                                  | Marcomir roi franc (388)         | Marcomir roi franc (388)         | Marcomir roi franc (388)   | Marcomir roi franc (388)   | Marcomir roi franc (388)   | Marcomir roi franc (388)   |                            |                            | Sunnon roi franc (388)            | Sunnon roi franc (388)            | Sunnon roi franc (388)            | Sunnon roi franc (388)            | Sunnon roi franc (388)            | Sunnon roi franc (388)            |  |  |  |  |  |  |  |  |  |  |  |  |  |  |  |  |  |  |  |  |  |  |  |  |  |  |  |  |  |  |  |  |  |  |  |  |  |  |  |  |  |  |  |  |
| Nebigast prince chamave (358) | Nebigast prince chamave (358) | Nebigast prince chamave (358) | Nebigast prince chamave (358) | Nebigast prince chamave (358)  | Nebigast prince chamave (358)  |                                |                                | Baudo consul (385) († 388)     | Baudo consul (385) († 388)     | Baudo consul (385) († 388) | Baudo consul (385) († 388) | Baudo consul (385) († 388) | Baudo consul (385) († 388) |  |  | Ne                       | Ne                       | Ne                       | Ne                       | Ne                       | Ne                       |  |  |                               |                               |                               |                               |                               |                               |                               |                               |                                |                                |                                |                                |                                |                                | Richomer consul (384) († 393) | Richomer consul (384) († 393) | Richomer consul (384) († 393)     | Richomer consul (384) († 393)     | Richomer consul (384) († 393)     | Richomer consul (384) († 393)     |                                   |                                   | Ascyla                      | Ascyla                      | Ascyla                                 | Ascyla                                 | Ascyla                                 | Ascyla                                 |                                        |                                        |                                  |                                  | Marcomir roi franc (388)         | Marcomir roi franc (388)         | Marcomir roi franc (388)   | Marcomir roi franc (388)   | Marcomir roi franc (388)   | Marcomir roi franc (388)   |                            |                            | Sunnon roi franc (388)            | Sunnon roi franc (388)            | Sunnon roi franc (388)            | Sunnon roi franc (388)            | Sunnon roi franc (388)            | Sunnon roi franc (388)            |  |  |  |  |  |  |  |  |  |  |  |  |  |  |  |  |  |  |  |  |  |  |  |  |  |  |  |  |  |  |  |  |  |  |  |  |  |  |  |  |  |  |  |  |
|                               |                               |                               |                               |                                |                                |                                |                                |                                |                                |                            |                            |                            |                            |  |  |                          |                          |                          |                          |                          |                          |  |  |                               |                               |                               |                               |                               |                               |                               |                               |                                |                                |                                |                                |                                |                                |                               |                               |                                   |                                   |                                   |                                   |                                   |                                   |                             |                             |                                        |                                        |                                        |                                        |                                        |                                        |                                  |                                  |                                  |                                  |                            |                            |                            |                            |                            |                            |                                   |                                   |                                   |                                   |                                   |                                   |  |  |  |  |  |  |  |  |  |  |  |  |  |  |  |  |  |  |  |  |  |  |  |  |  |  |  |  |  |  |  |  |  |  |  |  |  |  |  |  |  |  |  |  |
|                               |                               |                               |                               |                                |                                |                                |                                |                                |                                |                            |                            |                            |                            |  |  |                          |                          |                          |                          |                          |                          |  |  |                               |                               |                               |                               |                               |                               |                               |                               |                                |                                |                                |                                |                                |                                |                               |                               |                                   |                                   |                                   |                                   |                                   |                                   |                             |                             |                                        |                                        |                                        |                                        |                                        |                                        |                                  |                                  |                                  |                                  |                            |                            |                            |                            |                            |                            |                                   |                                   |                                   |                                   |                                   |                                   |  |  |  |  |  |  |  |  |  |  |  |  |  |  |  |  |  |  |  |  |  |  |  |  |  |  |  |  |  |  |  |  |  |  |  |  |  |  |  |  |  |  |  |  |
| Arcadius empereur (395-408)   | Arcadius empereur (395-408)   | Arcadius empereur (395-408)   | Arcadius empereur (395-408)   | Arcadius empereur (395-408)    | Arcadius empereur (395-408)    |                                |                                | Eudoxie Aellia († 404)         | Eudoxie Aellia († 404)         | Eudoxie Aellia († 404)     | Eudoxie Aellia († 404)     | Eudoxie Aellia († 404)     | Eudoxie Aellia († 404)     |  |  | Arbogast général († 394) | Arbogast général († 394) | Arbogast général († 394) | Arbogast général († 394) | Arbogast général († 394) | Arbogast général († 394) |  |  |                               |                               |                               |                               | Wallia roi wisigoth (415-418) | Wallia roi wisigoth (415-418) | Wallia roi wisigoth (415-418) | Wallia roi wisigoth (415-418) | Wallia roi wisigoth (415-418)  | Wallia roi wisigoth (415-418)  |                                |                                | Ne                             | Ne                             | Ne                            | Ne                            | Ne                                | Ne                                |                                   |                                   |                                   |                                   |                             |                             | Théodomir roi franc († 428)            | Théodomir roi franc († 428)            | Théodomir roi franc († 428)            | Théodomir roi franc († 428)            | Théodomir roi franc († 428)            | Théodomir roi franc († 428)            |                                  |                                  | Pharamond roi franc              | Pharamond roi franc              | Pharamond roi franc        | Pharamond roi franc        | Pharamond roi franc        | Pharamond roi franc        |                            |                            |                                   |                                   |                                   |                                   |                                   |                                   |  |  |  |  |  |  |  |  |  |  |  |  |  |  |  |  |  |  |  |  |  |  |  |  |  |  |  |  |  |  |  |  |  |  |  |  |  |  |  |  |  |  |  |  |
| Arcadius empereur (395-408)   | Arcadius empereur (395-408)   | Arcadius empereur (395-408)   | Arcadius empereur (395-408)   | Arcadius empereur (395-408)    | Arcadius empereur (395-408)    |                                |                                | Eudoxie Aellia († 404)         | Eudoxie Aellia († 404)         | Eudoxie Aellia († 404)     | Eudoxie Aellia († 404)     | Eudoxie Aellia († 404)     | Eudoxie Aellia († 404)     |  |  | Arbogast général († 394) | Arbogast général († 394) | Arbogast général († 394) | Arbogast général († 394) | Arbogast général († 394) | Arbogast général († 394) |  |  |                               |                               |                               |                               | Wallia roi wisigoth (415-418) | Wallia roi wisigoth (415-418) | Wallia roi wisigoth (415-418) | Wallia roi wisigoth (415-418) | Wallia roi wisigoth (415-418)  | Wallia roi wisigoth (415-418)  |                                |                                | Ne                             | Ne                             | Ne                            | Ne                            | Ne                                | Ne                                |                                   |                                   |                                   |                                   |                             |                             | Théodomir roi franc († 428)            | Théodomir roi franc († 428)            | Théodomir roi franc († 428)            | Théodomir roi franc († 428)            | Théodomir roi franc († 428)            | Théodomir roi franc († 428)            |                                  |                                  | Pharamond roi franc              | Pharamond roi franc              | Pharamond roi franc        | Pharamond roi franc        | Pharamond roi franc        | Pharamond roi franc        |                            |                            |                                   |                                   |                                   |                                   |                                   |                                   |  |  |  |  |  |  |  |  |  |  |  |  |  |  |  |  |  |  |  |  |  |  |  |  |  |  |  |  |  |  |  |  |  |  |  |  |  |  |  |  |  |  |  |  |
|                               |                               |                               |                               |                                |                                |                                |                                |                                |                                |                            |                            |                            |                            |  |  |                          |                          |                          |                          |                          |                          |  |  |                               |                               |                               |                               |                               |                               |                               |                               |                                |                                |                                |                                |                                |                                |                               |                               |                                   |                                   |                                   |                                   |                                   |                                   |                             |                             |                                        |                                        |                                        |                                        |                                        |                                        |                                  |                                  |                                  |                                  |                            |                            |                            |                            |                            |                            |                                   |                                   |                                   |                                   |                                   |                                   |  |  |  |  |  |  |  |  |  |  |  |  |  |  |  |  |  |  |  |  |  |  |  |  |  |  |  |  |  |  |  |  |  |  |  |  |  |  |  |  |  |  |  |  |
|                               |                               |                               |                               |                                |                                |                                |                                |                                |                                |                            |                            |                            |                            |  |  |                          |                          |                          |                          |                          |                          |  |  |                               |                               |                               |                               |                               |                               |                               |                               |                                |                                |                                |                                |                                |                                |                               |                               |                                   |                                   |                                   |                                   |                                   |                                   |                             |                             |                                        |                                        |                                        |                                        |                                        |                                        |                                  |                                  |                                  |                                  |                            |                            |                            |                            |                            |                            |                                   |                                   |                                   |                                   |                                   |                                   |  |  |  |  |  |  |  |  |  |  |  |  |  |  |  |  |  |  |  |  |  |  |  |  |  |  |  |  |  |  |  |  |  |  |  |  |  |  |  |  |  |  |  |  |
|                               |                               |                               |                               | Théodose II empereur (408-450) | Théodose II empereur (408-450) | Théodose II empereur (408-450) | Théodose II empereur (408-450) | Théodose II empereur (408-450) | Théodose II empereur (408-450) |                            |                            |                            |                            |  |  | N                        | N                        | N                        | N                        | N                        | N                        |  |  | Herméric roi suève (409-441)  | Herméric roi suève (409-441)  | Herméric roi suève (409-441)  | Herméric roi suève (409-441)  | Herméric roi suève (409-441)  | Herméric roi suève (409-441)  |                               |                               |                                |                                |                                |                                | Ne                             | Ne                             | Ne                            | Ne                            | Ne                                | Ne                                |                                   |                                   |                                   |                                   |                             |                             |                                        |                                        |                                        |                                        | Clodion roi franc salien († 450)       | Clodion roi franc salien († 450)       | Clodion roi franc salien († 450) | Clodion roi franc salien († 450) | Clodion roi franc salien († 450) | Clodion roi franc salien († 450) |                            |                            |                            |                            |                            |                            |                                   |                                   |                                   |                                   |                                   |                                   |  |  |  |  |  |  |  |  |  |  |  |  |  |  |  |  |  |  |  |  |  |  |  |  |  |  |  |  |  |  |  |  |  |  |  |  |  |  |  |  |  |  |  |  |
|                               |                               |                               |                               | Théodose II empereur (408-450) | Théodose II empereur (408-450) | Théodose II empereur (408-450) | Théodose II empereur (408-450) | Théodose II empereur (408-450) | Théodose II empereur (408-450) |                            |                            |                            |                            |  |  | N                        | N                        | N                        | N                        | N                        | N                        |  |  | Herméric roi suève (409-441)  | Herméric roi suève (409-441)  | Herméric roi suève (409-441)  | Herméric roi suève (409-441)  | Herméric roi suève (409-441)  | Herméric roi suève (409-441)  |                               |                               |                                |                                |                                |                                | Ne                             | Ne                             | Ne                            | Ne                            | Ne                                | Ne                                |                                   |                                   |                                   |                                   |                             |                             |                                        |                                        |                                        |                                        | Clodion roi franc salien († 450)       | Clodion roi franc salien († 450)       | Clodion roi franc salien († 450) | Clodion roi franc salien († 450) | Clodion roi franc salien († 450) | Clodion roi franc salien († 450) |                            |                            |                            |                            |                            |                            |                                   |                                   |                                   |                                   |                                   |                                   |  |  |  |  |  |  |  |  |  |  |  |  |  |  |  |  |  |  |  |  |  |  |  |  |  |  |  |  |  |  |  |  |  |  |  |  |  |  |  |  |  |  |  |  |
|                               |                               |                               |                               |                                |                                |                                |                                |                                |                                |                            |                            |                            |                            |  |  |                          |                          |                          |                          |                          |                          |  |  |                               |                               |                               |                               |                               |                               |                               |                               |                                |                                |                                |                                |                                |                                |                               |                               |                                   |                                   |                                   |                                   |                                   |                                   |                             |                             |                                        |                                        |                                        |                                        |                                        |                                        |                                  |                                  |                                  |                                  |                            |                            |                            |                            |                            |                            |                                   |                                   |                                   |                                   |                                   |                                   |  |  |  |  |  |  |  |  |  |  |  |  |  |  |  |  |  |  |  |  |  |  |  |  |  |  |  |  |  |  |  |  |  |  |  |  |  |  |  |  |  |  |  |  |
|                               |                               |                               |                               |                                |                                |                                |                                |                                |                                |                            |                            |                            |                            |  |  | Arigius                  | Arigius                  | Arigius                  | Arigius                  | Arigius                  | Arigius                  |  |  | Rechila roi suève (441-448)   | Rechila roi suève (441-448)   | Rechila roi suève (441-448)   | Rechila roi suève (441-448)   | Rechila roi suève (441-448)   | Rechila roi suève (441-448)   |                               |                               | Ricimer patrice (456-472)      | Ricimer patrice (456-472)      | Ricimer patrice (456-472)      | Ricimer patrice (456-472)      | Ricimer patrice (456-472)      | Ricimer patrice (456-472)      |                               |                               | Ne x Gondioc (roi burgonde)       | Ne x Gondioc (roi burgonde)       | Ne x Gondioc (roi burgonde)       | Ne x Gondioc (roi burgonde)       | Ne x Gondioc (roi burgonde)       | Ne x Gondioc (roi burgonde)       |                             |                             | Mérovée roi franc salien († 457)       | Mérovée roi franc salien († 457)       | Mérovée roi franc salien († 457)       | Mérovée roi franc salien († 457)       | Mérovée roi franc salien († 457)       | Mérovée roi franc salien († 457)       |                                  |                                  |                                  |                                  |                            |                            | Clodobaud roi franc rhénan | Clodobaud roi franc rhénan | Clodobaud roi franc rhénan | Clodobaud roi franc rhénan | Clodobaud roi franc rhénan        | Clodobaud roi franc rhénan        |                                   |                                   |                                   |                                   |  |  |  |  |  |  |  |  |  |  |  |  |  |  |  |  |  |  |  |  |  |  |  |  |  |  |  |  |  |  |  |  |  |  |  |  |  |  |  |  |  |  |  |  |
|                               |                               |                               |                               |                                |                                |                                |                                |                                |                                |                            |                            |                            |                            |  |  | Arigius                  | Arigius                  | Arigius                  | Arigius                  | Arigius                  | Arigius                  |  |  | Rechila roi suève (441-448)   | Rechila roi suève (441-448)   | Rechila roi suève (441-448)   | Rechila roi suève (441-448)   | Rechila roi suève (441-448)   | Rechila roi suève (441-448)   |                               |                               | Ricimer patrice (456-472)      | Ricimer patrice (456-472)      | Ricimer patrice (456-472)      | Ricimer patrice (456-472)      | Ricimer patrice (456-472)      | Ricimer patrice (456-472)      |                               |                               | Ne x Gondioc (roi burgonde)       | Ne x Gondioc (roi burgonde)       | Ne x Gondioc (roi burgonde)       | Ne x Gondioc (roi burgonde)       | Ne x Gondioc (roi burgonde)       | Ne x Gondioc (roi burgonde)       |                             |                             | Mérovée roi franc salien († 457)       | Mérovée roi franc salien († 457)       | Mérovée roi franc salien († 457)       | Mérovée roi franc salien († 457)       | Mérovée roi franc salien († 457)       | Mérovée roi franc salien († 457)       |                                  |                                  |                                  |                                  |                            |                            | Clodobaud roi franc rhénan | Clodobaud roi franc rhénan | Clodobaud roi franc rhénan | Clodobaud roi franc rhénan | Clodobaud roi franc rhénan        | Clodobaud roi franc rhénan        |                                   |                                   |                                   |                                   |  |  |  |  |  |  |  |  |  |  |  |  |  |  |  |  |  |  |  |  |  |  |  |  |  |  |  |  |  |  |  |  |  |  |  |  |  |  |  |  |  |  |  |  |
|                               |                               |                               |                               |                                |                                |                                |                                |                                |                                |                            |                            |                            |                            |  |  |                          |                          |                          |                          |                          |                          |  |  |                               |                               |                               |                               |                               |                               |                               |                               |                                |                                |                                |                                |                                |                                |                               |                               |                                   |                                   |                                   |                                   |                                   |                                   |                             |                             |                                        |                                        |                                        |                                        |                                        |                                        |                                  |                                  |                                  |                                  |                            |                            |                            |                            |                            |                            |                                   |                                   |                                   |                                   |                                   |                                   |  |  |  |  |  |  |  |  |  |  |  |  |  |  |  |  |  |  |  |  |  |  |  |  |  |  |  |  |  |  |  |  |  |  |  |  |  |  |  |  |  |  |  |  |
|                               |                               |                               |                               |                                |                                |                                |                                |                                |                                |                            |                            |                            |                            |  |  | Arbogast comte de Trèves | Arbogast comte de Trèves | Arbogast comte de Trèves | Arbogast comte de Trèves | Arbogast comte de Trèves | Arbogast comte de Trèves |  |  | Rechiaire roi suève (448-456) | Rechiaire roi suève (448-456) | Rechiaire roi suève (448-456) | Rechiaire roi suève (448-456) | Rechiaire roi suève (448-456) | Rechiaire roi suève (448-456) |                               |                               | Gondebaud roi burgonde († 516) | Gondebaud roi burgonde († 516) | Gondebaud roi burgonde († 516) | Gondebaud roi burgonde († 516) | Gondebaud roi burgonde († 516) | Gondebaud roi burgonde († 516) |                               |                               | Chilpéric II roi burgonde († 486) | Chilpéric II roi burgonde († 486) | Chilpéric II roi burgonde († 486) | Chilpéric II roi burgonde († 486) | Chilpéric II roi burgonde († 486) | Chilpéric II roi burgonde († 486) |                             |                             | Childéric Ier roi franc salien († 481) | Childéric Ier roi franc salien († 481) | Childéric Ier roi franc salien († 481) | Childéric Ier roi franc salien († 481) | Childéric Ier roi franc salien († 481) | Childéric Ier roi franc salien († 481) |                                  |                                  | Sigemer prince franc (469)       | Sigemer prince franc (469)       | Sigemer prince franc (469) | Sigemer prince franc (469) | Sigemer prince franc (469) | Sigemer prince franc (469) |                            |                            | Sigebert roi franc rhénan († 507) | Sigebert roi franc rhénan († 507) | Sigebert roi franc rhénan († 507) | Sigebert roi franc rhénan († 507) | Sigebert roi franc rhénan († 507) | Sigebert roi franc rhénan († 507) |  |  |  |  |  |  |  |  |  |  |  |  |  |  |  |  |  |  |  |  |  |  |  |  |  |  |  |  |  |  |  |  |  |  |  |  |  |  |  |  |  |  |  |  |
|                               |                               |                               |                               |                                |                                |                                |                                |                                |                                |                            |                            |                            |                            |  |  | Arbogast comte de Trèves | Arbogast comte de Trèves | Arbogast comte de Trèves | Arbogast comte de Trèves | Arbogast comte de Trèves | Arbogast comte de Trèves |  |  | Rechiaire roi suève (448-456) | Rechiaire roi suève (448-456) | Rechiaire roi suève (448-456) | Rechiaire roi suève (448-456) | Rechiaire roi suève (448-456) | Rechiaire roi suève (448-456) |                               |                               | Gondebaud roi burgonde († 516) | Gondebaud roi burgonde († 516) | Gondebaud roi burgonde († 516) | Gondebaud roi burgonde († 516) | Gondebaud roi burgonde († 516) | Gondebaud roi burgonde († 516) |                               |                               | Chilpéric II roi burgonde († 486) | Chilpéric II roi burgonde († 486) | Chilpéric II roi burgonde († 486) | Chilpéric II roi burgonde († 486) | Chilpéric II roi burgonde († 486) | Chilpéric II roi burgonde († 486) |                             |                             | Childéric Ier roi franc salien († 481) | Childéric Ier roi franc salien († 481) | Childéric Ier roi franc salien († 481) | Childéric Ier roi franc salien († 481) | Childéric Ier roi franc salien († 481) | Childéric Ier roi franc salien († 481) |                                  |                                  | Sigemer prince franc (469)       | Sigemer prince franc (469)       | Sigemer prince franc (469) | Sigemer prince franc (469) | Sigemer prince franc (469) | Sigemer prince franc (469) |                            |                            | Sigebert roi franc rhénan († 507) | Sigebert roi franc rhénan († 507) | Sigebert roi franc rhénan († 507) | Sigebert roi franc rhénan († 507) | Sigebert roi franc rhénan († 507) | Sigebert roi franc rhénan († 507) |  |  |  |  |  |  |  |  |  |  |  |  |  |  |  |  |  |  |  |  |  |  |  |  |  |  |  |  |  |  |  |  |  |  |  |  |  |  |  |  |  |  |  |  |
|                               |                               |                               |                               |                                |                                |                                |                                |                                |                                |                            |                            |                            |                            |  |  |                          |                          |                          |                          |                          |                          |  |  |                               |                               |                               |                               |                               |                               |                               |                               |                                |                                |                                |                                |                                |                                |                               |                               | Clotilde princesse burgonde       | Clotilde princesse burgonde       | Clotilde princesse burgonde       | Clotilde princesse burgonde       | Clotilde princesse burgonde       | Clotilde princesse burgonde       |                             |                             | Clovis Ier roi des Francs († 511)      | Clovis Ier roi des Francs († 511)      | Clovis Ier roi des Francs († 511)      | Clovis Ier roi des Francs († 511)      | Clovis Ier roi des Francs († 511)      | Clovis Ier roi des Francs († 511)      |                                  |                                  | Ne princesse rhénane             | Ne princesse rhénane             | Ne princesse rhénane       | Ne princesse rhénane       | Ne princesse rhénane       | Ne princesse rhénane       |                            |                            | Clodéric roi franc rhénan († 508) | Clodéric roi franc rhénan († 508) | Clodéric roi franc rhénan († 508) | Clodéric roi franc rhénan († 508) | Clodéric roi franc rhénan († 508) | Clodéric roi franc rhénan († 508) |  |  |  |  |  |  |  |  |  |  |  |  |  |  |  |  |  |  |  |  |  |  |  |  |  |  |  |  |  |  |  |  |  |  |  |  |  |  |  |  |  |  |  |  |
|                               |                               |                               |                               |                                |                                |                                |                                |                                |                                |                            |                            |                            |                            |  |  |                          |                          |                          |                          |                          |                          |  |  |                               |                               |                               |                               |                               |                               |                               |                               |                                |                                |                                |                                |                                |                                |                               |                               | Clotilde princesse burgonde       | Clotilde princesse burgonde       | Clotilde princesse burgonde       | Clotilde princesse burgonde       | Clotilde princesse burgonde       | Clotilde princesse burgonde       |                             |                             | Clovis Ier roi des Francs († 511)      | Clovis Ier roi des Francs († 511)      | Clovis Ier roi des Francs († 511)      | Clovis Ier roi des Francs († 511)      | Clovis Ier roi des Francs († 511)      | Clovis Ier roi des Francs († 511)      |                                  |                                  | Ne princesse rhénane             | Ne princesse rhénane             | Ne princesse rhénane       | Ne princesse rhénane       | Ne princesse rhénane       | Ne princesse rhénane       |                            |                            | Clodéric roi franc rhénan († 508) | Clodéric roi franc rhénan († 508) | Clodéric roi franc rhénan († 508) | Clodéric roi franc rhénan († 508) | Clodéric roi franc rhénan († 508) | Clodéric roi franc rhénan († 508) |  |  |  |  |  |  |  |  |  |  |  |  |  |  |  |  |  |  |  |  |  |  |  |  |  |  |  |  |  |  |  |  |  |  |  |  |  |  |  |  |  |  |  |  |
|                               |                               |                               |                               |                                |                                |                                |                                |                                |                                |                            |                            |                            |                            |  |  |                          |                          |                          |                          |                          |                          |  |  |                               |                               |                               |                               |                               |                               |                               |                               |                                |                                |                                |                                |                                |                                |                               |                               |                                   |                                   |                                   |                                   |                                   |                                   |                             |                             |                                        |                                        |                                        |                                        |                                        |                                        |                                  |                                  |                                  |                                  |                            |                            |                            |                            |                            |                            |                                   |                                   |                                   |                                   |                                   |                                   |  |  |  |  |  |  |  |  |  |  |  |  |  |  |  |  |  |  |  |  |  |  |  |  |  |  |  |  |  |  |  |  |  |  |  |  |  |  |  |  |  |  |  |  |
|                               |                               |                               |                               |                                |                                |                                |                                |                                |                                |                            |                            |                            |                            |  |  |                          |                          |                          |                          |                          |                          |  |  |                               |                               |                               |                               |                               |                               |                               |                               |                                |                                |                                |                                |                                |                                |                               |                               |                                   |                                   |                                   |                                   |                                   |                                   |                             |                             |                                        |                                        |                                        |                                        |                                        |                                        |                                  |                                  |                                  |                                  |                            |                            |                            |                            |                            |                            |                                   |                                   |                                   |                                   |                                   |                                   |  |  |  |  |  |  |  |  |  |  |  |  |  |  |  |  |  |  |  |  |  |  |  |  |  |  |  |  |  |  |  |  |  |  |  |  |  |  |  |  |  |  |  |  |
|                               |                               |                               |                               |                                |                                |                                |                                |                                |                                |                            |                            |                            |                            |  |  |                          |                          |                          |                          |                          |                          |  |  |                               |                               |                               |                               | Clodomir roi des Francs       | Clodomir roi des Francs       | Clodomir roi des Francs       | Clodomir roi des Francs       | Clodomir roi des Francs        | Clodomir roi des Francs        |                                |                                | Childebert Ier roi des Francs  | Childebert Ier roi des Francs  | Childebert Ier roi des Francs | Childebert Ier roi des Francs | Childebert Ier roi des Francs     | Childebert Ier roi des Francs     |                                   |                                   | Clotaire Ier roi des Francs       | Clotaire Ier roi des Francs       | Clotaire Ier roi des Francs | Clotaire Ier roi des Francs | Clotaire Ier roi des Francs            | Clotaire Ier roi des Francs            |                                        |                                        | Thierry Ier roi des Francs             | Thierry Ier roi des Francs             | Thierry Ier roi des Francs       | Thierry Ier roi des Francs       | Thierry Ier roi des Francs       | Thierry Ier roi des Francs       |                            |                            |                            |                            |                            |                            |                                   |                                   |                                   |                                   |                                   |                                   |  |  |  |  |  |  |  |  |  |  |  |  |  |  |  |  |  |  |  |  |  |  |  |  |  |  |  |  |  |  |  |  |  |  |  |  |  |  |  |  |  |  |  |  |

Note : N représente un homme dont le nom n'est pas connu, de même que Ne pour une femme.